# شينافان (آراغاتسوتن)
مدينة شينافان (بالإنجليزية: Shenavan)‏ هي إحدى المدن التابعة لمقاطعة آراغاتسوتن. في أرمينيا. يقدر عدد سكانها بـ 1918 نسمة حسب الإحصاء الذي جرى عام 2011.